# Michel Hécart
Michel Hécart (né le 31 octobre 1953) est un cavalier français de saut d'obstacles.
Les principaux chevaux qui ont été montés par Michel Hécart sont Kannan, Itot du Château, That's Life et Quilano de Kalvarie.

## Palmarès
- 2003 : médaille d'argent par équipe au Championnat d'Europe à Donaueschingen en Allemagne et membre de l'équipe vainqueur de la Samsung super league
- 2004 : Membre de l'équipe vainqueur de la Samsung super league
- 2005 : Champion de France Pro 1 avec Kannan
- 2007 : 36e place mondiale, 2e du Grand Prix Coupe du monde de Bordeaux en France, 5e du Grand Prix du CSI-5* de Cannes en France et participation aux championnats d'Europe de Mannheim avec Itot du Château

Source : FFE.